# Musikåret 1983

## Trender
- Klassisk musik på CD har blivit populärt bland lyssnarna.[1]

## Händelser
- Januari – Den svenska popgruppen Abba slutar efter att ha sålt 180 miljoner skivor.
- 4 februari – Ett tidigare okänt musikstycke av Wolfgang Amadeus Mozart hittas i Odense, och uppges vara skrivet av honom som 12-åring 1768. Internationella experter bekräftar fyndets äkthet.[2]
- 21 februari – Det meddelas att den svenska punkgruppen Ebba Grön slutar spela.

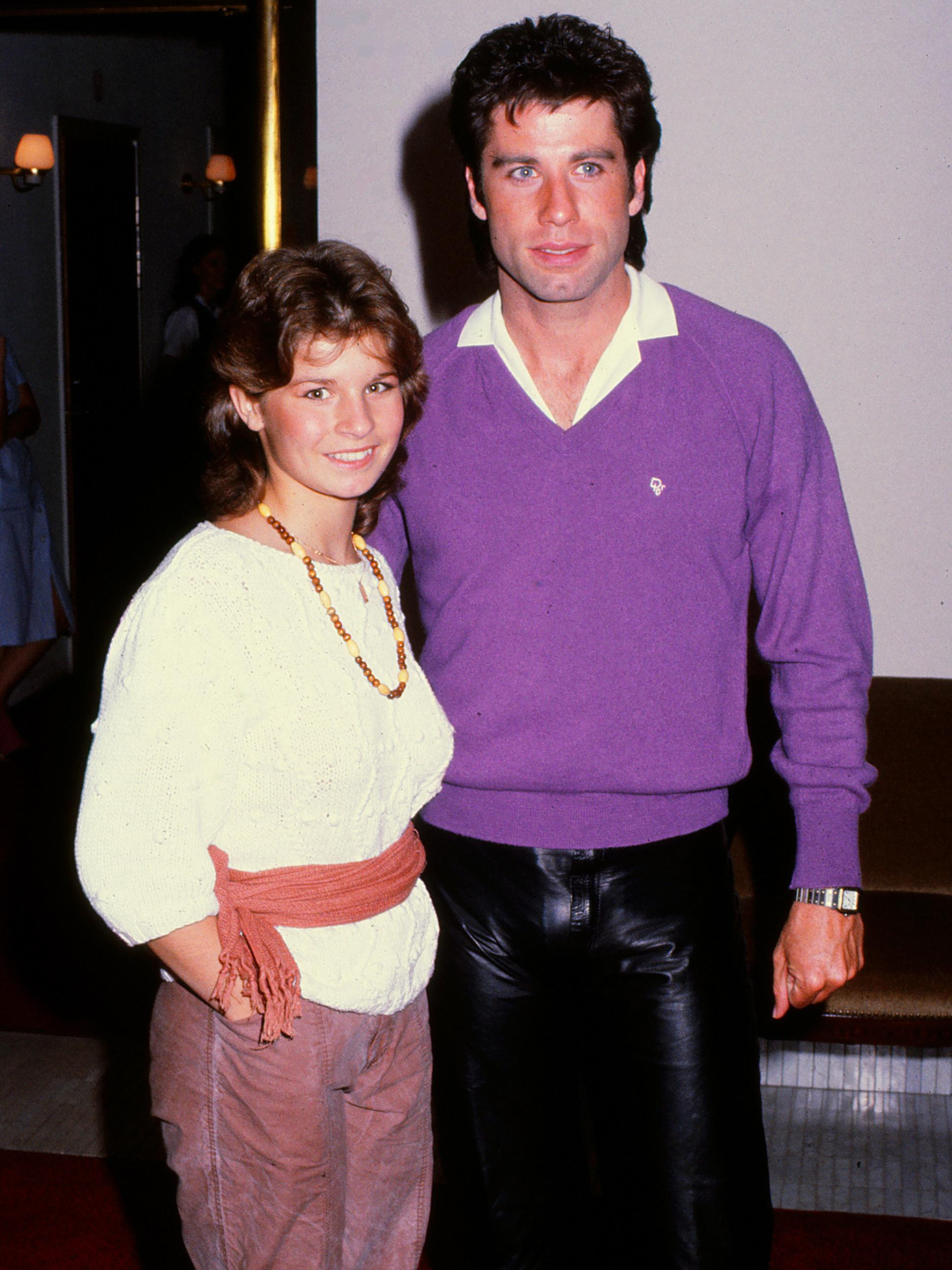
Carola Häggkvist (till vänster), här med John Travolta.

- 26 februari – Carola Häggkvists låt Främling vinner den svenska uttagningen till Eurovision Song Contest på Palladium i Malmö [3].
- 19 mars – Per Nørgårds operabalett Siddharta har världspremiär på Stockholmsoperan.[2]
- 23 april – Corinne Hermès låt Si la vie est cadeau vinner Eurovision Song Contest i München för Luxemburg [4].
- 25 maj – Hårdrocksbandet Dio ger ut albumet Holy Diver
- 2 juni – Sveriges regering utser 51-årige Lars af Malmborg till chef för Kungliga Teatern i Stockholm från 1 juli 1984, då han skall efterträda Folke Abenius.[2]
- 4 juni – Rod Stewart spelar på Råsunda fotbollsstadion inför 45 000 personer.[2]
- 11-12 juni – Det största publikevenemanget någonsin i Sverige äger rum då David Bowie ger konserter på Nya Ullevi i Göteborg. 120 000 personer har löst entré till båda dagarna. Första konserten ses av 61 206 personer, och därmed slås Rolling Stones rekord från 1982.[2]
- 25 juni – I Sverige inleder Carola Häggkvist sin svenska folkparksturné i Hede i Härjedalen på midsommarafton. Publikrekord noteras, då 8 000 personer kommer för att lyssna.[2]
- 2 juli – 23-åriga sovjetiska violinisten Viktoria Mullova samt hennes 40-åriga ackompanjatör achtang Zjordina "hoppar av" från Sovjetunionen under en konsertturné i Finland, och beger sig till Sverige dagen därpå.[2]
- 27 oktober – Sveriges regering sätter in 10 miljoner SEK till upprustning av Adolf Fredriks musikskola, så att den får vara kvar i Stockholms centrum [5].
- 14 december – Musikalen Abbacadabra har premiär på Lyricteatern i Hammersmith.[2]
- okänt datum – Pink Floyd slutar spela för att sedan återförenas för albumet A Momentary Lapse of Reason 1987, dock utan Roger Waters.
- okänt datum – Kikki Danielsson åkter på sommarturné.[6]

## Priser och utmärkelser
- Atterbergpriset – Maurice Karkoff
- Stora Christ Johnson-priset – Anders Eliasson för Canto del Vagabondo
- Mindre Christ Johnson-priset – Lars-Erik Rosell för Orgelkonsert
- Hambestipendiet – Ove Rösbak, Norge
- Hugo Alfvénpriset – Jan Ling
- Jan Johansson-stipendiet – Monica Zetterlund och Per Henrik Wallin
- Jazz i Sverige – Tommy Koverhults kvintett
- Jenny Lind-stipendiet – Amelie Fleetwood
- Jussi Björlingstipendiet – Jadwiga Koba
- Medaljen för tonkonstens främjande – Gunnar Hahn, Karin Ek Axel Herjö och Folke Lindberg
- Norrbymedaljen – Marianne Hillerud
- Rosenbergpriset – Hans Holewa
- Spelmannen – Eric Sahlström och Jan Ling
- Svenska Dagbladets operapris – Vadstena-Akademien/Torbjörn Lillieqvist

## Årets album
Vänligen sortera soloartister på efternamn, musikgrupper på förstabokstaven (utan engelskans "The" och "A")

### A – G
- AC/DC – Flick of the Switch
- Elisabeth Andreasson – I'm a Woman [7]
- Aztec Camera – High Land, Hard Rain
- Bad Religion – Into the Unknown
- Bananarama – Deep Sea Skiving (debut)
- Big Country – The Crossing
- Black Sabbath – Born Again
- Bob Marley and the Wailers – Confrontation
- David Bowie – Let's Dance
- David Bowie – Ziggy Stardust – The Motion Picture
- Cameo – Style
- George Clinton – You Should'nt Nuf Bit Fish
- China Crisis – Working with Fire and Steel
- Con Funk Shun – Fever
- Elvis Costello – Punch the Clock
- Culture Club – Colour by Numbers
- Kikki Danielsson – Singles Bar
- Kikki Danielsson – Varför är kärleken röd?
- Def Leppard – Pyromania
- Depeche Mode – Construction Time Again
- Dio - Holy Diver
- Duran Duran – Seven and the Ragged Tiger
- Bob Dylan – Infidels
- Ebba Grön – Samlade singlar 78/82
- Eurythmics – Sweet Dreams (Are Made of This)
- Eurythmics – Touch
- The Everly Brothers – Reunion Concert (2-LP, live)
- Fra Lippo Lippi – Small Mercies
- Agnetha Fältskog – Wrap Your Arms Around Me

### H – R
- Heaven 17 – The Luxury Gap
- Carola Häggkvist – Främling
- The Isley Brothers – Between the Sheets
- Keith Jarrett – Standards, Vol. 1
- Kinks – State of Confusion
- Björn J:son Lindh - Atlantis-Bilder från en ö
- M Tume – Juicy Fruit
- Madonna – Madonna
- Paul McCartney - Pipes of peace
- Metallica – Kill 'em all (debut)
- Pat Metheny Group – Travels
- Mötley Crüe – Shout at the Devil
- New Order – Power, Corruption & Lies
- Gary Numan – Warriors
- Ozzy Osbourne – Bark at the Moon
- P Funk All Stars – Urban Dance Floor Guerrila
- Pink Floyd – The Final Cut
- Robert Plant – The Principle of Moments
- The Police – Synchronicity
- The Ramones – Subterranean Jungle
- Lou Reed – Legendary Hearts
- R.E.M. – Murmur (debut)
- The Rolling Stones – Undercover

### S – Ö
- Paul Simon – Hearts and Bones
- Slayer – Show No Mercy (debut)
- Soundtrack, Georgio Moroder – Scarface
- Spandau Ballet – True
- Ringo Starr – Old Wave
- Bobo Stenson – The Sounds Around the House
- Tears For Fears – The Hurting (debut)
- Thompson Twins – Quick Step and Side Kick
- Twisted Sister – You Can't Stop Rock & Roll
- Bonnie Tyler – Faster Than the Speed of Night
- Magnus Uggla – Välkommen till folkhemmet
- U2 – War
- Ultravox – Monument
- Wham! – Fantastic! (debut)
- Kim Wilde – Catch as Catch Can
- Neil Young – Everybody's Rockin'
- Paul Young – No Parlez
- Frank Zappa – Baby Snakes
- Frank Zappa – The Man from Utpia
- Monica Zetterlund – Holiday for Monica
- Monica Zetterlund – Monica Zetterlund sjunger Olle Adolphson
- Monica Zetterlund – For Lester and Billie

## Årets singlar och hitlåtar
Vänligen sortera soloartister på efternamn, musikgrupper på förstabokstaven (utan engelskans "The" och "A")
- Abba – Thank You for the Music (singelsläpp av albumspår från 1977)
- Elisabeth Andreassen – "Om jag lyssnar"[8]
- Adam Ant – "Goody Two Shoes"
- The Art Company – "Susanna"
- Bananarama – "Cruel Summer"
- George Benson – "Lady Love Me"
- Big Country – "In a Big Country"
- J. Blackfoot – "Taxi"
- David Bowie – "China Girl"
- David Bowie – "Let's Dance"
- Bow Wow Wow – "I Want Candy"
- Irene Cara – "Flashdance... What a Feeling"
- The Clash – "Rock the Casbah"
- China Crisis – "Wishful Thinking"
- Phil Collins – "Like China"
- Phil Collins – "You Can't Hurry Love"
- Culture Club – "Karma Chameleon"
- Culture Club – "Do You Really Want to Hurt Me"
- Dexys Midnight Runners – Come on Eileen
- Kikki Danielsson – "Comment ça va"[6]
- Kikki Danielsson – "Varför är kärleken röd?"
- Depeche Mode – "Everything Counts"
- Duran Duran – "Is There Something I Should Know?"
- Eurythmics – "Sweet Dreams (Are Made of This)"
- Eurythmics – "Who's That Girl?"
- Agnetha Fältskog – "The Heat is On"
- Marvin Gaye – "Sexual Healing"
- Genesis – "That's All"
- Eddie Grant – "Electric Avenue"
- Greg Kehn Band – "Jeopady"
- Heaven 17 – "Temptation"
- The Human League – "(Keep Feeling) Fascination"
- Carola Häggkvist – "Främling"
- Iron Maiden – "The Trooper"
- The Isley Brothers – "Between the Sheets"
- Michael Jackson – "Beat It"
- Michael Jackson – "Billie Jean"
- Michael Jackson & Paul McCartney – "Say, Say, Say"
- Billy Joel – "Uptown Girl"
- Kajagoogoo – "Too Shy"
- Kinks – "Come Dancing"
- Kraftwerk – "Tour de France"
- Cyndi Lauper – "Girls Just Want to Have Fun"
- Lustans Lakejer – Läppar tiger (ögon talar)
- Madness – "Our House"
- Madonna – "Holiday"
- Paul McCartney - Pipes of peace
- Men at Work – "Down Under"
- The Modern Romance – "Walking in the Rain"
- The Motels – "Suddenly Last Summer"
- M Tume – "Jucy Fruits"
- Musical Youth – "Pass the Dutchie"
- New Order – "Blue Monday"
- Mike Oldfield & Maggie Reilly – "Moonlight Shadow"
- One Way – Sugar Rock
- Orchestral Manoeuvres in the Dark – "Telegraph"
- Ozzy Osbourne – "Bark at the Moon"
- Prince – "1999"
- Dolly Parton – "Save the Last Dance for Me"
- Dolly Parton & Kenny Rogers – "Islands in the Stream"
- Ratata – "Något jag måste säga"
- Anne-Lie Rydé – "Segla på ett moln"
- R.E.M. – "Radio Free Europe"
- The Ramones – "Rock'n'roll Highschool"
- The Rolling Stones – Undercover of the Night
- Simple Minds – "Waterfront"
- The Smiths – "Hand in Glove"
- The Smiths – "This Charming Man"
- Spandau Ballet – "Communication"
- Spandau Ballet – "Gold"
- Spandau Ballet – "True"
- Taco – "Puttin' on the Ritz"
- Tears for Fears – "Change"
- Tears for Fears – "Pale Shelter"
- Tears for Fears – "The Way You Are"
- Thompson Twins – "Love on Your Side"
- Thompson Twins – "We Are Detective"
- Bonnie Tyler – "Total Eclipse of the Heart"
- Magnus Uggla – "IQ" (Blue Blue (Victoria))[9]
- The Violent Femmes – "Blister in the Sun"
- Kim Wilde – "Love Blonde"
- Yes – "Owner of a Lonely Heart"
- Paul Young – "Wherever I Lay My Hat"
- Paul Young – "Come Back and Stay"
- Zapp – "Heartbreaker"
- ZZ Top – Gimme All Your Lovin'

## Sverigetopplistan1983
| Datum                  | Låttitel                      | Artist/grupp     | Bakgrund       |
| ---------------------- | ----------------------------- | ---------------- | -------------- |
| 11 januari 1983 (4v)   | Do You Really Want To Hurt Me | Culture Club     | Storbritannien |
| 8 februari 1983 (4v)   | Our House                     | Madness          | Storbritannien |
| 8 mars 1983 (2v)       | Words                         | F.R. David       | Tunisien       |
| 22 mars 1983 (2v)      | Young Guns (Go For It)        | Wham!            | Storbritannien |
| 5 april 1983 (10v)     | Let's Dance                   | David Bowie      | Storbritannien |
| 14 juni 1983 (4v)      | The Heat is On                | Agnetha Fältskog | Sverige        |
| 9 augusti 1983 (6v)    | Flashdance... What a Feeling  | Irene Cara       | USA            |
| 20 september 1983 (8v) | Moonlight Shadow              | Mike Oldfield    | Storbritannien |
| 15 november 1983 (8v)  | Karma Chameleon               | Culture Club     | Storbritannien |

## Jazz
- Jamaaladeen Tacuma: Show Stopper
- Paul Motian: The Story Of Maryam
- Joachim Kuhn: I'm Not Dreaming
- Kenny Wheeler: Double Double You
- L. Subramaniam: Spanish Wave
- Roger Neumann: Introducing Rather Large Band
- Dave Holland: Jumpin' In
- Henry Threadgill: Just the Facts
- George Russell: So What

## Födda
- 27 januari – Heikki Kuula, finländsk rappare.
- 11 mars – Sebastian Lakatos, svensk tonsättare.
- 16 mars – Susanna Patoleta, svensk musiker, medlem i Natural Ex och Excellence.
- 20 mars – Jenni Vartiainen, finländsk sångare.
- 8 april – Oskar Lissheim-Boëthius, svensk tonsättare.
- 30 april – Johan Svensson, svensk tonsättare.
- 12 maj – Mariza Ikonomi, albansk sångare.
- 7 juli – Esaias Järnegard, svensk tonsättare.
- 11 juli – Marie Serneholt, svensk sångare och programledare.
- 18 juli – Daniel Norgren, svensk singer-songwriter.
- 20 juli – Daniel Fjellström, svensk tonsättare.
- 23 juli – Martina Tomner, svensk tonsättare.
- 13 september – James Bourne, brittisk popmusiker.
- 14 september – Amy Winehouse, brittisk sångare och låtskrivare.
- 8 september – Magdalena Meitzner, svensk tonsättare.

## Avlidna
- 5 februari – Sten Frykberg, 73, svensk dirigent och kompositör.[2]
- 22 februari – Adrian Boult, 93, brittisk dirigent.
- 22 februari – Axel Hambraeus, 93, svensk präst, författare och kompositör.
- 8 mars – William Walton, 80, brittisk tonsättare
- 8 april – Sigurd Björling, 76, svensk operasångare (baryton).[2]
- 23 april – Earl Hines, 79, amerikansk jazzpianist.
- 30 april – Muddy Waters, 70, amerikansk citybluesartist.
- 23 maj – Finn Mortensen, 61, norsk tonsättare och kritiker.
- 11 juni – Otto Kyndel, 79, svensk violinist.[2]
- 19 juni – Ivar Wahlgren, 81, svensk skådespelare och sångare.
- 29 juni – Björn Johansson, 70, svensk tonsättare.
- 5 juli – Harry James, 67, amerikansk trumpetare och orkesterledare.[2]
- 15 juli – Sofia Jernberg, svensk jazzsångare, röstkonstnär och kompositör.
- 25 juli – Johnny Bode, 71, svensk textförfattare och sångare.
- 4 augusti – Leonard Landgren, 73, svensk kompositör, musiker (trumpet, piano, dragspel) och kapellmästare.
- 17 augusti – Ira Gershwin, 86, amerikansk filmmusikkompositör och textförfattare.[2]
- 3 september – Einar Larsson, 85, svensk operasångare.
- 27 september – Tino Rossi, 76, fransk sångare.[2]
- 29 oktober – Sten Broman, 81, svensk tonsättare, dirigent, musikpedagog, även känd som musikkritiker och TV-programledare.[2]
- 4 november – Gardar Sahlberg, 75, svensk litteraturforskare, manusförfattare, sångtextförfattare och kortfilmsregissör.
- 6 december – Lucienne Boyer, 82, fransk sångare.[2]
- 8 december – Maritta Marke, 78, svensk skådespelare och sångare.
- 28 december – Dennis Wilson, 39, amerikansk musiker, omkom i en drunkningsolycka.

### Fotnoter
1. ↑  Bobbie Johnso (19 oktober 2006). ”CDs, downloads ... and now band launches the memory-stick single” (på engelska). The Guardian. http://www.guardian.co.uk/uk/2006/oct/19/arts.digitalmedia. Läst 20 juni 2015.
2. 1 2 3 4 5 6 7 8 9 10 11 12 13 14 15 16   Horisont 1983. Bertmarks
3. ↑  Poplight – Melodifestivalen.
4. ↑  ”Poplight – Eurovision Song Contest”. Arkiverad från originalet den 24 maj 2012. https://archive.is/20120524221217/http://poplight.zitiz.se/eurovision-song-contest/1983. Läst 24 maj 2012.
5. ↑  Horisont 1983, Bertmarks förlag, sidan 256 – Kommunalnämnden fick ge sig: Musikskola levde vidare
6. 1 2  ”Poplight – Kikki Danielsson”. Arkiverad från originalet den 27 oktober 2010. https://web.archive.org/web/20101027144051/http://poplight.zitiz.se/artist/kikki-danielsson. Läst 11 december 2010.
7. ↑  Elisabeth Andreassen fansite – Skivhistorik
8. ↑  Elisabeth Andreassen fansite – "Låthistorik" Arkiverad 11 november 2013 hämtat från the Wayback Machine.
9. ↑  ”Joakim Tegblom – "Låtar du trodde var svenska"”. Arkiverad från originalet den 26 oktober 2013. https://web.archive.org/web/20131026075436/http://gotiskaklubben.wordpress.com/2013/09/22/latar-du-trodde-var-svenska/. Läst 1 augusti 2014.